# Valdi Šumberac
Valdi Šumberac (Labin) je hrvatski trener, te bivši nogometaš.

## Životopis
Šumberac je igrao za labinski Rudar i Rijeku. Nakon igračke karijere, vodio je Rabac, Jedinstvo Omladinac Kapra i Rudar, s kojim se borio za naslov prvaka Treće HNL. U ljeto 2007. postaje trener Istre 1961. Istra je pod Šumbercovim vodstvom odlično startala u Drugoj HNL, no u listopadu iste godine na njegovo mjesto dolazi Elvis Scoria, a Šumberac ostaje u klubu kao pomoćni trener. Nakon što je klub sporazumno prekinuo suradnju sa Scorijom, Šumberac ponovno postaje prvi trener, te je u svom prvoligaškom debiju rezultatom 2:0 pobijedio Karlovac. Nakon nešto lošijih rezultata, smijenjen je u veljači 2010. godine.